# Potters village
Pour les articles homonymes, voir Potters.
Potters village est une ville à Antigua-et-Barbuda. Elle est située à l'est de la capitale Saint John's au sud-ouest de Piggotts.
La ville compte 3 471 habitants en 2013. Elle fut nommée d'après les poteries traditionnelles de la région. La poterie anciennes dates du XVIIIe siècle, quand les esclaves ont commencé à fabriquer les ustensiles de cuisine locale. Actuellement, il est produit à des fins décoratives et pour le marché touristique. L'argile prélevé sur des puits à proximité, et des objets moulés sont cuits dans un four ouvert sous des couches d'herbe dans les cours des maisons de potier.
Il s'agit du chef-lieu de la paroisse de Saint-George.